# Euxoa multisigna
Euxoa multisigna är en fjärilsart som beskrevs av Corti 1931. Euxoa multisigna ingår i släktet Euxoa och familjen nattflyn. Inga underarter finns listade i Catalogue of Life.